# Bridget Jones's Baby
Bridget Jones's Baby is een Amerikaans-Brits-Franse film uit 2016, geregisseerd door Sharon Maguire. Het is de derde film in de Bridget Jones-franchise en het vervolg op Bridget Jones: The Edge of Reason.

## Verhaal
Het leven van 40-plusser Bridget Jones loopt niet helemaal zoals gepland nadat ze gebroken heeft met Mark Darcy. Nu ze opnieuw vrijgezel is, besluit ze zich terug te concentreren op haar baan als producer. Ze ontmoet de Amerikaan Jack, die haar onstuimige minnaar wordt. Maar dan ontstaat er een groot probleem wanneer ze onverwachts zwanger wordt en niet zeker weet wie van de twee de vader is, Mark of Jack.

## Rolverdeling
| Acteur            | Personage       |
| ----------------- | --------------- |
| Renée Zellweger   | Bridget Jones   |
| Colin Firth       | Mark Darcy      |
| Patrick Dempsey   | Jack Qwant      |
| Sally Phillips    | Shazza          |
| Emma Thompson     | Dr. Rawlings    |
| Shirley Henderson | Jude            |
| Jim Broadbent     | Bridgets vader  |
| Gemma Jones       | Bridgets moeder |
| Celia Imrie       | Una Alconbury   |
| James Callis      | Tom             |

## Productie
De filmopnamen gingen van start op 2 oktober 2015 in Londen en duurden tot 27 november. De film kwam op 16 september 2016 in de zalen in de Verenigde Staten en Groot-Brittannië. Hij was een succes aan de kassa en kreeg overwegend positieve kritieken van de filmcritici met een score van 77% op Rotten Tomatoes.